# Dragon Ball Kai
Dragon Ball Kai (jap. ドラゴンボール改 Doragon Bōru Kai) – reedycja serii anime Dragon Ball Z. Została ona wydana z okazji dwudziestolecia powstania całej serii. Premierowy odcinek został wyemitowany 5 kwietnia 2009 roku na kanale Fuji TV. Tytułową i końcową piosenkę wykonuje Takayoshi Tanimoto.
Serial przede wszystkim przeszedł renowację pod kątem technicznym: animacja przystosowana jest do emisji w formacie telewizji wysokiej rozdzielczości, usunięto uszkodzone sceny i stworzono nowe, zmieniono animacje początkowe i końcowe odcinków oraz ponownie nagrano ścieżkę dźwiękową wraz z prawie wszystkimi aktorami głosowymi oryginalnej serii.
Fabuła również została zmodyfikowana, aby była bliższa komiksowemu pierwowzorowi, w rezultacie serię uszczuplono do 159 odcinków. Dnia 6 kwietnia 2014 roku nastąpiła premiera pierwszego odcinka sagi Majin Buu.
Akcja rozpoczyna się 5 lat po wydarzeniach z anime Dragon Ball. Goku i Chichi są rodzicami czteroletniego Son Gohana i wiodą spokojne życie z dala od miasta. Ich syn za sprawą troski matki zdecydowanie bardziej interesuje się nauką niż sztukami walki. Sielanka znika w mgnieniu oka. Na Ziemię przybywa Raditz – brat Goku – który sprawdza, dlaczego Ziemia nie jest jeszcze podbita. Dochodzi do walki pomiędzy nimi, w której obaj giną. Przed śmiercią jednak Goku dowiaduje się, że za rok mają nadlecieć dwaj potężni wojownicy. Będąc w zaświatach, Son Goku ciężko trenuje, aby być gotowym stawić im czoła.